# Língua adjora
Adjora (Adjoria, Azao) ou  Abu é uma língua falada em Sepik Oriental, Papua-Nova Guiné.
Um suposto dialeto  Auwa , aparentemente com poucos falantes, pode ser um idioma distinto.